# Piapoco jezik
Piapoco jezik (dzaze, piapoko dejá, kuipaco, wenéwika, enegua, yapoco, amarizado; ISO 639-3: pio), sjevernoaravački jezik kojim govori oko 6 380 Piapoco Indijanaca s donjeg toka rijeke Vichada, Meta i Guaviare u Kolumbiji, te duž Orinoca u Venezueli u blizini grada San Fernando de Atapapo. Broj govornika u Kolumbiji iznosi 4 930 (2007 Moyano), a u Venezueli 1 450 (2001 popis).
Piapoco je jedan od 13 jezika unutrašnje sjevernoaravačke podskupine

## Vanjske poveznice
- Ethnologue (14th)
- Ethnologue (15th)